# Sarcosina
A sarcosina é um aminoácido produzido pelo organismo humano presente na urina, músculos e outras estruturas,
que pode ser utilizada como marcador biológico para o câncer de próstata. O estudo foi publicado na revista científica Nature em 12 de fevereiro de 2009.
Este aminoácido resulta da hidrólise da creatina ou degradação biológica da colina.